# キセキ/恋の魔法
「キセキ/恋の魔法」（きせき/こいのまほう）は、植村花菜の3枚目のシングルで、両A面シングルである。

## 収録曲
1. キセキ
（作詞・作曲：花菜 編曲:神津裕之）
2. 恋の魔法
（作詞・作曲：花菜 編曲：松岡モトキ）
3. キセキ（Instrumental）
4. 恋の魔法（Instrumental）

## 特典
初回盤のみ『Tales Of Commons（テイルズ オブ コモンズ）』登場キャラクター書き下ろし絵柄/巻き帯ステッカー仕様となっている。

## 楽曲エピソード
- NHK『ポップジャム』に出演した際、ナムコ『テイルズ オブ』シリーズの製作者郷田努の目にとまり、ゲーム主題歌作曲の依頼が来て「キセキ」が誕生した。歌詞に「私の心を映す鏡」をできれば入れてくれと依頼された。PVは月島のもんじゃとお好み焼きの店『さんぼ』で撮影（店内からの暖簾と看板の映像から判断）。最後のサビの部分の映像はビルの屋上で撮影予定だったが、雨のためスタジオでの撮影に変更になった。ジャケット写真の蝶は本物で、撮影の際は緊張したそう（虫が嫌いなため）。